# 成耀东
成耀东（1967年6月6日—），是已退役的中国职业足球运动员和主教练，出生于上海，现任中国国家青年足球队主教练。成耀东是中国足球职业化以来，连续执教一家顶级俱乐部球队时间最长的主教练。

## 球员生涯
成耀东长期效力于上海队及职业化后的上海申花，是范志毅离开球队后的队长。他作为后卫身材比较矮小，也不以速度、体能或技术见长，但是防守经验却非常丰富。
成耀东曾经多次入选过中国国家队，曾是1992年亚洲杯足球赛期间的主力后卫之一，帮助球队夺得了季军，不过之后并没有获得太多入选机会。

## 执教经历
成耀东的执教能力可能在很早就有体现。上海申花的第一任主帅徐根宝回忆，1993年底他可能接手申花前，曾经向并不知情的成耀东询问上海队的人员情况，成耀东“客观地分析了每个球员的作用，如有的人在场上有作用，但对队伍建设作用不大，有的场上作用一般，但对周围队员很有影响力”。这次谈话对徐根宝接管申花、组建队伍有非常积极的参考作用。
2001年1月，成耀东以球员身份转会到上海中远，不过逐渐担负起助理教练的职责。2003年最后一届甲A联赛开战不久，已改名上海国际的上海中远由于外籍教练勒鲁瓦战绩不佳，中途改任成耀东代理主教练之职，他也从此从球员成为主教练。最终他在本赛季率队获得亚军，仅次于自己的母队上海申花，却也错失了成为第一个曾经以球员和主教练身份夺得中国职业联赛冠军的机会。
成耀东此后执教生涯中曾多次大胆抨击中国足球的弊端，甚至遭到足协严厉制裁，但是其执教能力和诚信的态度仍然得到广大球迷和专业人士的肯定。2008年，他被评为联赛前五轮最佳教练，率领的陕西浐灞（即原上海中远、上海国际）也长期居于联赛积分榜首。2009年8月27日，以出国学习考察为由，辞去陕西浐灞主教练职务。
2010年末，上海足球资源进行重新整合，上海东亚和上海中邦签订战略合作协议，将原属东亚的十二运男足甲组球队转交中邦俱乐部进行管理，由成耀东挂帅上海中邦，参加2011年赛季的乙级联赛，备战全运会。2013年，成耀东带领上海U20男足摘得全运会金牌，实现了卫冕。
2013年12月，上海申鑫宣布成耀东出任主教练。2014年9月，成耀东因成绩不佳而辞任主教练。之后，成耀东再次挂帅上海U20全运队，备战2017年全运会，最终上海U20再次夺冠。2018年1月，中国足协宣布聘请成耀东接替贾秀全，出任中国国家青年足球队（1999年龄段）主教练。